# Rayden (rappeur)
Pour l’article homonyme, voir Rayden.
Rayden, de son vrai nom Marco Richetto, né le 28 avril 1983 à Turin, dans le Piémont, est un rappeur et producteur italien. Il est aussi connu en tant que freestyleur. Il est également membre du trio OneMic avec les autres rappeurs Raige et Ensi.

## Biographie
Richetto lance sa carrière musicale en 1999, et participe à divers projets comme le groupe Stray Doggs, formé avec Raige et Canebullo. Au fil des années, Rayden produit un EP solo intitulé Gladiatori nell'arena. Il commence réellement à percer avec la formation du groupe OneMic aux côtés d'Ensi et Raige. Les trois se connaissent, Raige et Ensi étant frères, et Rayden résidant dans la même ville qu'eux, à Turin. En 2005, ils sortent leur premier album intitulé Sotto la cintura produit par le label La Suite Records.
En 2007 sort son premier album studio solo, C.A.L.M.A., qui fait participer OneMic et d'autres artistes de la scène underground italienne ; il fait participer Lil' Flow, les frères Ensi et Raige, et La uannamaica. En 2009, il publie son deuxième album studio solo, In ogni dove, dont la promotion est effectuée par le clip des chansons Nient'altro et Sangue pazzo. Son troisième album studio solo, L'uomo senza qualità, est publié le 22 mai 2012. Il contient quatre nouvelles chansons : Libertà, Su MTV, Impressa, et Senza orari. La chanson Le donne e il calcio est retransmise dans l'émission Speciale Calciomercato sur la chaîne locale Sportitalia.
En 2013, il annonce un quatrième album studio intitulé Raydeneide, pour le 28 janvier 2014 chez Tempi Duri Records. Il débute 20e des classements musicaux italiens. En février 2016, il publie son nouvel album, Artista,.

## Discographie

### Albums studio
- 2007 – C.A.L.M.A.
- 2009 – In ogni dove
- 2012 – L'uomo senza qualità
- 2014 – Raydeneide
- 2016 – Artista

### EPs
- 1999 – Gladiatori nell'arena
- 2002 – Autoritratto (avec Raige)

### Albums collaboratifs
- 2000 – Da sempre (avec Stray Doggs)
- 2005 – Sotto la cintura (avec OneMic)
- 2011 – Commerciale (avec OneMic)
- 2011 – Cane di paglia EP (avec OneMic)

### Collaborations
- 2006 – Rubo feat. Rayden, Jack the Smoker et Raige - Un'altra città, un'altra realtà (sur Infinitebeats)
- 2006 – Raige et Zonta feat. Rayden - Dove eravamo rimasti (sur Tora-Ki)
- 2007 – DJ Tsura et Luda feat. Rayden - I Luv It (Young Jeezy) (sur Deadly Combination Mixtape)
- 2007 – MDT feat. Rayden et Jack the Smoker - Hardcore (sur Sotto zero - The Drama Tape)
- 2007 – DJ Fede feat. Rayden, DJ Ronin et Jack the Smoker - Metamorfosi (sur Vibe Session Vol. 2)
- 2008 – MDT feat. Rayden - Cyberpunx (da Grado Zero)
- 2008 – Tony Mancino feat. Rayden et Paolito - Clamore (sur Special Delivery)
- 2008 – Tyre e Tommy Smoka feat. Rayden et Libo - Lickset Pt. 2 (sur Jungle Fever)
- 2008 – Ensi feat. Rayden et DJ Ronin - In faccia (sur Vendetta)
- 2008 – Ensi feat. Rayden et Raige - Jarro - (sur Vendetta)
- 2008 – Ensi feat. Rayden, Raige et Lil' Flow - Il trio tenerezza (sur Vendetta)
- 2008 – ET3 feat. Rayden - Mani su (sur Spegnete la TV)
- 2008 – La Congrega feat. Rayden et Raige - No Limits (sur New Era)
- 2009 – Tormento feat. Rayden - Dramma (sur Rabbia)
- 2009 – Diacca feat. Rayden et Jack the Smoker - Castelli di carte (sur Musica veleno)
- 2009 – Raige feat. Ensi et Rayden - Di che parlo (sur Zer06 - Zer08)
- 2009 – Raige feat. Ensi et Rayden - Una volta e per sempre (sur Zer06 - Zer08)
- 2009 – Uzi Junker feat. Bat One et Rayden - Il gioco è chiuso (sur The Luca Brasi Volume 1)
- 2009 – P-Easy feat. Egreen, Libo, Rayden, Ensi, Asher Kuno, Pula et Tommy Smoka - V.I.P. Superstarz (sur V.I.P.Easy EP)
- 2009 – Uzi Junker et Coliche feat. Nak Spumanti, Baby K, Kennedy, G Soave, Rayden, Burrito, Emis Killa, Vox P, Ibo, Nasty G, Lil'Pin, Jack the Smoker, Egreen, B. Soulless, Da BP, Gabba, Asher Kuno, Marvinrave, Micro, Duellz 16 barzstatus - Il mio blocco (Posse Track) (da The Reverse EP)
- 2009 – ET3 feat. Rayden - Resti sconfitto (sur Con la musica accanto)
- 2009 – Pensie feat. Rayden - Sottosuolo Starz (sur U.F.O. (Underground Future Object) Mixtape)
- 2009 – Emis Killa feat. Rayden et Asher Kuno - Iniorance Boy (sur Keta Music)
- 2010 – Emis Killa feat. Rayden - Ombre (sur Champagne e spine)
- 2010 – Karma Krew feat. Rayden - Più su - (sur Manu D - Due lati di me)
- 2010 – Johnny Marsiglia feat. Rayden e tEnsi - Domani no (sur Sentire non è ascoltare)
- 2011 – Primo Impatto Crew feat. Rayden et AlienOne - Cave Infamem (sur Real Stuff)
- 2012 – Diacca feat. Rayden, Raige et Ensi - Atlantide (sur Empatia)
- 2012 – Lady D feat. Rayden - Voglio Te (sur Million Dollar Lady Mixtape)
- 2012 – Anguz feat. Rayden - Senza meta (sur Cuore e mente)
- 2012 – Two Fingerz feat. Dargen D'Amico, Surfa, Rayden, Coez, Rise et Primo - Mouse Music RMX
- 2012 – Curse e DJ Sin feat. Rayden, ElDoMino - Tale e quale (sur Rollercoaster)
- 2012 – GionnyScandal feat. Rayden - Ti sei mai chiesto (sur Mai più come te)
- 2014 – GionnyScandal feat. Rayden - Come stai (sur Gionata)
- 2014 – Paskaman feat. Rayden - Come come(te) (sur Dal baffo)
- 2014 – NeroArgento feat. Rayden - Ho un amico
- 2014 – NeroArgento feat. Rayden - Nulla è impossibile
- 2014 – Bat One feat. Prez et Rayden - Reboli (sur 31 sul campo)
- 2014 – Raige feat. Rayden - Nessuno (sur Buongiorno L.A.)
- 2015 – Asher Kuno feat. Bat, Rayden, PrezBeat -  Caniggia (sur Kunetti & Friends - HallWeedWood Stories Vol.3)